# Trương Đại Tân
Trương Đại Tân là một tướng lĩnh trong Quân đội Giải phóng Nhân dân Trung Quốc, hàm thiếu tướng. Ông bị điều tra bởi Ủy ban Kiểm tra Kỷ luật Trung ương vào tháng 12 năm 2014. Ông từng là Phó Tư lệnh Quân khu Hắc Long Giang từ năm 2012 đến năm 2014, trước đó ông là Cục trưởng Cục Hậu cần của Quân đoàn 16.